# Voinești (Vaslui)
Voineşti é uma comuna romena localizada no distrito de Vaslui, na região de Moldávia. A comuna possui uma área de 87.31 km² e sua população era de 3963 habitantes segundo o censo de 2007.
É composto por onze aldeias: Avrămești, Băncești, Corobănești, Gârdești, Mărășești, Obârșeni, Obârșenii Lingurari, Rugăria, Stâncășeni, Uricari e Voinești.